# Passion, Grace and Fire
Passion, Grace & Fire – drugi album tria gitarowego w składzie: Al Di Meola, John McLaughlin i Paco de Lucía. W przeciwieństwie do ich pierwszego, nagranego prawie w całości na żywo albumu "Friday Night in San Francisco", ten krążek został nagrany w studiu.

## Lista utworów
w nawiasie kompozytor

### Strona pierwsza
1. "Aspan" (John McLaughlin)  – 4:09
2. "Orient Blue Suite" (Al Di Meola)  – 7:08
  - Part I
  - Part II
  - Part III
3. "Chiquito" (Paco de Lucía) – 4:46

### Strona druga
1. "Sichia" (Paco de Lucía) – 3:50
2. "David" (John McLaughlin) – 6:30
3. "Passion, Grace & Fire" (Al Di Meola) – 5:26

## Muzycy
- Al Di Meola – gitara akustyczna (gra kostką)
- John McLaughlin – gitara Yamaha typu Classical-Flamenco
- Paco de Lucía – gitara flamenco (gra paznokciami)[6]